# Volume Up
Volume Up es el tercer EP del grupo femenino surcoreano 4Minute. La canción promocional lleva el mismo nombre y fue lanzado el 9 de abril de 2012.

## Lanzamiento
4Minute originalmente iba a lanzar su EP en febrero de 2012, sin embargo, esta fecha se postergó varias veces. Volume Up fue finalmente lanzado el 9 de abril de 2012. El video musical fue lanzado el mismo día a través de su canal oficial de Youtube.
Más adelante en ese año, el grupo cantó una versión corta de «Volume Up» en idioma hindú.

## Promociones
El grupo empezó la ronda de promociones para la canción «Volume Up» (junto a la otra pista «Dream Racer») en varios programas musicales, tales como M! Countdown (Mnet), Music Bank (KBS), Show! Music Core (MBC) y Inkigayo (SBS).

## Video musical
El plató donde se filmó el video musical para «Volume Up» tuvo un costo de $132 538, haciéndolo el noveno video musical de K-pop más costoso. El grupo optó por mostrar un estilo gótico durante todo el video, haciendo referencia a un castillo "Dark-Age". El video está constituido por varias escenas donde muestran a las integrantes del grupo, a veces con bailarines y otras con animales en el fondo, con imágenes que muestran la arquitectura del plató. El video musical se reveló el 9 de abril de 2012.

## Lista de canciones
| N.º   | Título             | Letras                                    | Música                                    | Duración |  |
| 1.    | «Get on the Floor» | Kim Dong Yeol, Im Sang Hyuk               | Kim Dong Yeol, Im Sang Hyuk               | 1:45     |  |
| 2.    | «Volume Up»        | Shinsadong Tiger, Rado                    | Shinsadong Tiger, Rado                    | 3:50     |  |
| 3.    | «I'm OK»           | Rado                                      | Rado                                      | 3:26     |  |
| 4.    | «Say My Name»      | Seo Yong Bae, Seo Jae Woo                 | Seo Yong Bae, Seo Jae Woo                 | 3:16     |  |
| 5.    | «Femme Fatale»     | M (Lee Min Woo), David Kim (Day Day)      | Kim Do Hyun                               | 3:29     |  |
| 6.    | «Dream Racer»      | THE KOXX                                  | THE KOXX                                  | 3:31     |  |
| 7.    | «Black Cat»        | Chang Jun Ho, Min Yeon Jae, Gong Hyun Sik | Chang Jun Ho, Min Yeon Jae, Gong Hyun Sik | 3:15     |  |
| 22:32 |                    |                                           |                                           |          |  |

## Posicionamientos en listas
| Lista                    | Posición |
| ------------------------ | -------- |
| Gaon Weekly album chart  | 1        |
| Gaon Monthly album chart | 4        |
| Gaon Yearly album chart  | 30       |

Ventas y certificaciones
| Lista               | Monto  |
| ------------------- | ------ |
| Gaon physical sales | 57 294 |

## Historia de lanzamiento
| País          | Fecha              | Formato              | Discográfica       |
| ------------- | ------------------ | -------------------- | ------------------ |
| Corea del Sur | 9 de abril de 2012 | CD, Descarga digital | Cube Entertainment |